# Dominik Alberto
Dominik Alberto (28 de abril de 1992) es un deportista de Suiza que compite en atletismo. Ganó una medalla de plata en el Campeonato Europeo de Atletismo por Equipos de 2021, en la prueba de salto con pértiga.
Alberto ha ganado el título de campeón de Suiza en 6 ocasiones y también el de campeón indoor en 6 ocasiones. [cita requerida]
El 10 de julio de 2021, Dominik Alberto igualó el registro suizo de 38 años por Felix Böhni a 5.71 m.